# 菅井栄一郎
菅井 栄一郎（すがい えいいちろう、1917年1月6日 - 1989年8月1日）は、日本の地方公務員、経営者。神奈川県教育長。東京都出身。

## 経歴
1950年に東京大学法学部政治学科を卒業。神奈川県で農政部長、教育長などを経て、1971年にテレビ神奈川副社長に就任し、同年12月から1982年6月までに社長を務めた。
1977年から1983年までに神奈川県公安委員を務め、1979年には鎌倉女学院理事長、同中学校・高校校長に就任。
1987年4月に勲三等瑞宝章を受章。
1989年8月1日心不全のために横浜市の自宅で死去。72歳没。